# 外務大臣 (イラン)
外務大臣（がいむだいじん、ペルシア語: وزیر امور خارجه）は、イランの外務省を所管する国務大臣である。
初代とされるのは1819年から1824年にかけて務めたミールザー・アブドルヴァッハーブ・ハーン・モオタメドッドウレ・ネシャート。

## 歴史

### ガージャール朝
- ミールザー・サイード・ハーン・アンサーリー（ナーセロッディーン・シャー統治初期）
- アブロルヴァッハーブ・ハーン・モオタメドッドウレ・ネシャート

### パフラヴィー朝
| 代 | 氏名                                            | 在任期間       | 在任期間       | 在任中の君主、国家指導者               | 注記                                 |
| 代 | 氏名                                            | 就任           | 退任           | 在任中の君主、国家指導者               | 注記                                 |
| -- | ----------------------------------------------- | -------------- | -------------- | -------------------------------------- | ------------------------------------ |
|    | フィールーズ・フィールーズ （ノスラトッドウレ） |                |                | レザー・シャー                         | 暗殺                                 |
|    | アブドルホセイン・テイムールターシュ            |                |                | レザー・シャー                         | 事実上の大臣                         |
|    | ホセイン・アラー                                |                |                |                                        |                                      |
|    | ホセイン・ファーテミー                          |                |                |                                        |                                      |
|    | ファズロッラー・ザーヘディー                    |                |                |                                        |                                      |
|    | ホセイン・ゴドス・ナハイー                      | 1960年12月1日  | 1960年12月30日 |                                        | 辞任                                 |
|    | アッバース・アーラーム                          | 1960年12月30日 | 1966年3月3日   |                                        |                                      |
|    | アルデシール・ザーヘディー                      | 1966年3月3日   | 1971年1月14日  | アミール・アッバース・ホヴェイダー首相 | 辞任後ワシントンD.C.駐在の大使に任命 |
|    | アッバースアリー・ハルアトバーリー              | 1971年1月14日  | 1978年1月14日  | アミール・アッバース・ホヴェイダー首相 |                                      |
|    | アミール・アフシャール                          | 1978年1月14日  | 1979年2月1日   |                                        |                                      |
|    | アフマド・ミールフェンデレスキー                | 1979年2月1日   | 1979年2月11日  |                                        | イラン革命により退任                 |

### イラン・イスラーム共和国
臨時代理は（臨）と注記した。
| 代   | 氏名                                            | 肖像 | 在任期間       | 在任期間       | 注記                                   |
| 代   | 氏名                                            | 肖像 | 就任           | 退任           | 注記                                   |
| ---- | ----------------------------------------------- | ---- | -------------- | -------------- | -------------------------------------- |
| 1    | キャリーム・サンジャービー                      |      | 1979年2月14日  | 1979年4月15日  | 辞任                                   |
| -    | メフディー・バーザルガーン （臨）               |      | 1979年4月16日  | 1979年4月21日  | 首相兼任                               |
| 2    | エブラーヒーム・ヤズディー                      |      | 1979年4月22日  | 1979年11月6日  | 辞任                                   |
| -    | アボルハサン・バニーサドル （臨）               |      | 1979年11月12日 | 1979年11月29日 | 辞任                                   |
| 3    | サーデグ・ゴトブザーデ                          |      | 1979年11月30日 | 1980年8月      | 辞任                                   |
| -    | モハンマド・キャリーム・ホダーパナーヒー （臨） |      | 1980年8月      | 1981年3月11日  |                                        |
| -    | モハンマド・アリー・ラジャーイー （臨）         |      | 1981年3月11日  | 1981年8月15日  | 首相兼任                               |
| 4    | ミールホセイン・ムーサヴィー                    |      | 1981年8月15日  | 1981年12月15日 |                                        |
| 5    | アリーアクバル・ヴェラーヤティー                |      | 1981年12月15日 | 1997年8月20日  |                                        |
| 6    | キャマール・ハッラーズィー                      |      | 1997年8月20日  | 2005年8月24日  |                                        |
| 7    | マヌーチェフル・モッタキー                      |      | 2005年8月24日  | 2010年12月13日 | 解任                                   |
| 8    | アリー・アクバル・サーレヒー                    |      | 2010年12月13日 | 2013年8月15日  | 原子力庁長官兼任 2011年1月30日まで代行 |
| 9    | モハンマド・ジャヴァード・ザリーフ              |      | 2013年8月15日  | 2021年8月25日  |                                        |
| 10   | ホセイン・アミールアブドッラーヒヤーン          |      | 2021年8月25日  | 2024年5月19日  | 現職中に死亡                           |
| 代行 | アリー・バーゲリー                              |      | 2024年5月20日  | 2024年8月21日  | 外務次官                               |
| 11   | アッバース・アラーグチー                        |      | 2024年8月21日  | （現職）       |                                        |